# Harry Hill (tv-serie)
Harry Hill, senere døbt The All-New Harry Hill Show og også kaldet The Harry Hill Show, var et britisk stand-up comedy sketch show, der blev præsenteret af komikeren Harry Hill og sendt i fire sæsoner fra 1997 til 2003 på Channel 4 og ITV.

## Udsendelserne

### Channel 4 (1997–2000)
Den oprindelige Channel 4-programserie med Harry Hill blev bestilt i kølvandet på succesen Fruit Fancies, en serie på BBC Two bestående af seks korte komediefilm med manuskript og skuespil af Hill, og en udsolgt turné i 1996, der blev fremragende modtaget af både kritikere og fans. Channel 4-serien blev bestilt i januar 1997. Programmets titel, som den vises i titelsekvensen, var blot Harry Hill, men blev i visse programoversigter ofte refereret til som The Harry Hill Show.
Harry Hill skrev og producerede selv størstedelen af programmet, der også havde tilbagevendende optrædener af Al Murray, der spillede Harrys storebror, Alan, Burt Kwouk, der optrådte som sig selv, Steve Bodwitch, der spillede Harrys ledende videnskabsmand, Finnsbury Park, og Matt Bradstock, der spilles Harrys tre-årige adopterede søn, Alan Hill Jr. Hver episode blev introduceret af Barrie Gosney.
Hver episode havde også tilbagevendende indslag, såsom Burt Kwouk med sangen Hey Little Hen, Grævlingeparaden, nyhederne oplæst af Harry forklædt som Zainab Badawi, og med jævne mellemrum en historie fortalt af Nana Hill, Harrys 82-årige barnepige. Channel 4-programserien kørte i tre år, mellem den 30. maj 1997 og den 24. april 2000, og affødte tre serier. Channel 4-programserien blev produceret af Avalon Television. I forbindelse med serien udgav Channel 4 bogen Harry Hill's Fun Book i julen 1998.

### ITV1 (2003)
Efter succesen med Harrys senesete tv-serie, TV Burp, som blev sendt på ITV, besluttede ITV at opkøbe rettighederne til The Harry Hill Show af Channel 4. I forbindelse med programmtes genoplivning blev det omdøbt til The All-New Harry Hill Show, og en sæson af seks episoder blev sendt mellem 9. februar og 16. marts 2003.
Nye indslag inkluderede "The Hamilton Challenge", hvor Neil Hamilton og Christine Hamilton tog imod en af en række forskellige udfordringer; "Celebrity hobby that you didn't know about.... but will in a minute" (Oversættelse: "Kendis-hobby som du ikke kendte til.... men vil om et øjeblik") I dette indslag inviterer Harry en kendis, som så vil afsløre sin hemmelige hobby, og "the Bouncy Castle", hvor udsendelsen slutter med, at hele publikummet kommer op på scenen og hopper i en kæmpe hoppeborg.
Selvom seertallene var høje nok, besluttede ITV sig for ikke at producere endnu en sæson, eftersom fans af den oprindelige Channel 4-programserie var utilfredse med, hvad der blev kaldt den "ringe ITV genoplivning."[kilde mangler]

### Revival (2012)
Som en del af Channel 4s kommende Funny Fortnight genoplivede Hill serien i juni 2012 og optog en komisk dokumentar kaldet Whatever Happened to Harry Hill?. Dokumentaren bygger på historien fra den oprindelige Channel 4-programserie og inkluderer interviews med Alan Hill (Al Murray), Burt Kwouk and Grævlingerne.
Dokumentaren påstår på komisk vis, at Hill i virkeligheden var årsagen til programmets død, mens det egentligt var Channel 4s budgetmæssige begrænsninger og en kommende aftale med ITV, der førte til den oprindelige programseries lukning.[kilde mangler] Dokumentaren indeholder også en falsk fortælling om, at Hill er blevet afhængig af sild og hunser med programmets medvirkende samt et par nye sketches døbt som den "omskrevne slutning".
I den omskrevne slutning medvirkede Alan Hill som Rizzle Kicks og Hill, Alan, Kwouk og Stouffer som dommerne fra The Voice UK, der optræder med en fortolkning af Jessie Js Price Tag. Dokumentaren blev sendt den 23. august 2012 sammen med genudsendelser af episoder fra første og tredje sæson af programmet.

## Episoder
| - Episode 1 (30. maj 1997) – Gæster: Keith Harris & Orville - Episode 2 (6. juni 1997) – Gæst: Chas & Dave - Episode 3 (13. juni 1997) – Gæst: Gary Bushell - Episode 4 (27. juni 1997) – Gæst: Billy Bragg - Episode 5 (4. juli 1997) – Gæst: Ian Lavender - Episode 6 (11. juli 1997) – Gæst: Rustie Lee - Episode 7 (18. juli 1997) – Gæst: Peter Davison - Episode 8 (18. juli 1997) – Gæst: Todd Carty - Episode 1 (30. oktober 1998) – Gæster: Little and Large - Episode 2 (6. november 1998) – Gæst: Jan Leeming - Episode 3 (13. november 1998) – Gæst: Bill Pertwee - Episode 4 (20. november 1998) – Gæst: Mystic Meg - Episode 5 (27. november 1998) – Gæst: Huffty - Episode 6 (11. december 1998) – Gæst: Peter Baldwin - Episode 7 (18. december 1998) – Gæst: The Wurzels - Episode 8 (18. december 1998) – Gæst: Sweep - Harry Hill's Christmas Sleigh Ride (23. december 1998) – Gæster: Acker Bilk and Ted Rogers | - Harry Hill's Christmas Memory Lane of Laughter (23. december 1999) – Gæst: Frank Skinner - Episode 1 (27. februar 2000) – Gæst: Phil Jupitus - Episode 2 (5. marts 2000) – Gæst: Russ Abbot - Episode 3 (12. marts 2000) – Gæst: Ian Lavender - Episode 4 (19. marts 2000) – Gæst: Bobby Davro - Episode 5 (26. marts 2000) – Gæst: Barbara Dickson - Episode 6 (9. april 2000) – Gæst: Karl Howman - Episode 7 (16. april 2000) – Gæst: David Soul - Episode 8 (24. april 2000) – Gæster: Sarah Greene and Mike Smith - Episode 1 (9. februar 2003) – Gæst: Nigel Havers - Episode 2 (16. februar 2003) – Gæster: Gail Porter and Dan Hipgrave - Episode 3 (23. februar 2003) – Gæst: Dora Bryan - Episode 4 (2. marts 2003) – Gæst: Les Dennis - Episode 5 (9. marts 2003) – Gæst: Rick Parfitt - Episode 6 (16. marts 2003) – Gæst: Busted - Whatever Happened to Harry Hill? (23. august 2012) – Gæst: Paul Burling |

## Eksterne links
- Harry Hill på Internet Movie Database (engelsk)
- Harry Hill hos The Movie Database (engelsk)
- Harry Hill hos TheTVDB (engelsk)
- Harry Hill på Internet Movie Database (engelsk)
- The All-New Harry Hill Show på Internet Movie Database (engelsk)
- Harry Hill Arkiveret 22. januar 2010 hos  hos UK Government Web Archive i Det Britiske Filminstituts (BFI) database
- The All-New Harry Hill Show Arkiveret 2. august 2011 hos  Wayback Machine i Det Britiske Filminstituts (BFI) database